# Katedra Wniebowzięcia Najświętszej Maryi Panny w Kaposvár
Katedra Wniebowzięcia Najświętszej Maryi Panny w Kaposvár (węg. Nagyboldogasszony-székesegyház) – główna świątynia rzymskokatolickiej diecezji kaposvárskiej na Węgrzech. 
Odbudowana w neoromańsko-neogotyckim stylu, katedra Wniebowzięcia Najświętszej Maryi Panny dominuje przy Placu Kossutha. Pierwszy kościół został zbudowany w latach 1737–1744. Pomimo że kościół został poświęcony w 1886, odbudowa organów, przedłużenie zakrystii i zamówienie Györgya Leszkovskiego na malowanie zewnętrznej strony, nastąpiły później. Obraz nad gankiem przedstawiającym proboszcza, burmistrza i mieszkańców miasta jako wyznających Chrystusa i uwielbiających Matkę Boską Węgier, pochodzi z 1937 roku. Fontanna Świętego Stefana, dzieło Jenő Boryego upamiętniające 900. rocznicę śmierci króla Stefana, została umieszczona po południowej stronie kościoła w 1938. Posągi Niepokalanej Maryi z prawej strony nawy, jak również figury świętego Józefa i świętego Antoniego z lewej strony nawy, są również dziełem rzeźbiarza Jenő Boryego. Najstarszy posąg kościoła, Madonna, pochodzi z czasów barokowego kościoła.